# Retief Goosen
Pour les articles homonymes, voir Goosen.
Retief Goosen, né le 3 février 1969 à Pietersburg, est un golfeur sud-africain

## En bref
- Débuts professionnels : 1990

Ce sud-africain passé professionnel en 1990 a remporté deux titres majeurs, l'US Open 2001 et 2004. En 2002, il échoue à la deuxième place du Masters derrière Tiger Woods.
Il remporte l'ordre du mérite européen en 2001 puis 2002. Il dispute également le circuit du PGA Tour où il a remporté une victoire chaque année depuis 2001.